# Aaliyah: The Princess of R&B
Aaliyah: The Princess of R&B es una película biográfica estadounidense para televisión dirigida por Bradley Walsh basado en la biografía de Aaliyah Aaliyah: More than a Woman por Christopher John Farley. La película se estrenó en Lifetime el 15 de noviembre de 2014 y fue recibida con críticas en sus primeras etapas de producción debido a la desaprobación de la familia de Aaliyah sobre la elección de Lifetime para crear la película. La película atrajo 3.2 millones de espectadores en su estreno por lo que es la segunda película para televisión más vista en 2014, a pesar de las abrumadas críticas negativas.

## Sinopsis
La película detalla la vida de la cantante Aaliyah (Alexandra Shipp) y su ascenso a la fama en plena adolescencia hasta su trágico fallecimiento en 2001 al estrellarse el avión en el que se encontraba en Bahamas.

## Reparto
| Actor                 | Personaje                |
| --------------------- | ------------------------ |
| Alexandra Shipp       | Aaliyah Haughton         |
| Clé Bennett           | R. Kelly                 |
| Elise Neal            | Gladys Knight            |
| Christopher Jacot     | Ryan Nicvhols            |
| Chattrisse Dolabaille | Missy Elliott            |
| Anthony Grant         | Damon Dash               |
| Rachael Crawford      | Diane Haughton           |
| A.J. Saudin           | Rashad Haughton (Adulto) |
| Dewshane Williams     | Derek Lee                |
| Elena Juatco          | Miembro de la prensa     |
| Izaak Smith           | Timbaland                |
| Morgan Kelly          | Senior Label Exec        |
| Lyriq Bent            | Barry Hankerson          |
| Sherton Sanderson     | Amigo de Damon           |
| Tiffany Davidson      | Keisha                   |